# اجماع حقوقدانان
اجماع حقوقدانان یا باور به قانون (لاتین: Opinio juris sive necessitatis (به فارسی: نظر قانون یا ضرورت)) یک عبارت حقوقی است و به باوری اشاره دارد که یک عمل انجام شده را بر اساس یک وظیفه حقوقی می‌داند و نه واکنشی شناختی یا رفتاری بر اساس عادت‌های فردی. باور به قانون یکی از منابع قانون هم در حقوق ملی و هم در حقوق بین‌المللی است.

## استفاده بین‌المللی
در حقوق بین‌الملل اجماع حقوقدانان عنصر ذهنی ایست که الزامی بودن یک عمل را مشخص می‌دارد. زمانی که اجماع حقوقدانان وجود داشته باشد و با قوانین ملی کشورها سازگار باشد حقوق بین‌المللی عرفی شکل می‌گیرد. این بدین معنی است که عمل کردن دولتها به وظایفشان نه به خاطر عادت، راحتی، امتیاز سیاسی یا تصادف بلکه به خاطر باور به قانون باشد. بنا به ماده ۳۸ قانون دیوان بین‌المللی دادگستری عرف بین‌الملل تنها زمانی قانون است که این دو عنصر را داشته باشد:
- شواهد عملکرد عمومی (عنصر عینی)
- اجتماع حقوقدانان و باور به قانون (عنصر ذهنی)

برای مثال ممکن است سران کشورها در هنگام ملاقات همواره با همدیگر دست بدهند، ولی به خاطر این که در این مورد اجماع حقوقدانان وجود ندارد این امر به صورت یک قانون در نیامده است؛ از طرف دیگر مصونیت دیپلماتیک هر دوی این عناصر را داراست و اگر کشوری آن را نقش کند خلاف قانون بین‌الملل عمل کرده است.
از آنجا که اجماع حقوقدانان به جنبه ذهنی و روانی مقبولیت قانون مربوط است شناخت و ثابت کردن آن دشوار است.
ماده ۳۸(۱)(ب) اساسنامه دیوان بین‌المللی دادگستری «عرف بین‌المللی» را به عنوان منبع حقوق می‌پذیرد، اما فقط در صورتی که این عرف ۱) «شواهدی از یک عمل عمومی» (عنصر عینی) و ۲) «به عنوان قانون پذیرفته شده» (عنصر ذهنی یا opinio juris) باشد۴. به عنوان مثال، در حالی که ممکن است مشاهده شود که سران دولت‌ها تقریباً همیشه هنگام ملاقات اولیه دست می‌دهند، بعید است که این کار را به دلیل اعتقاد به وجود یک قاعده حقوق بین‌الملل انجام دهند. از سوی دیگر، یک دولت تقریباً مطمئناً انتظار دارد که در صورت تعقیب قضایی یک سفیر خارجی بدون رضایت دولت متبوع او، با پیامدهای قانونی مواجه شود و در این معنا opinio juris برای قاعده حقوق بین‌الملل مصونیت دیپلماتیک وجود دارد.
از آنجا که opinio juris به حالت روانی بازیگر دولتی اشاره دارد – پرسیدن اینکه چرا دولت به این شکل رفتار کرده است – شناسایی و اثبات آن می‌تواند دشوار باشد. در عمل، منابع مختلفی برای نشان دادن وجود opinio juris استفاده می‌شود، از جمله شواهدی مانند مکاتبات دیپلماتیک، بیانیه‌های مطبوعاتی و سایر اظهارات سیاستی دولت، نظرات مشاوران حقوقی، کتابچه‌های رسمی در مورد مسائل حقوقی، قوانین، تصمیمات قضایی ملی و بین‌المللی، خلاصه‌های حقوقی تأیید شده توسط دولت، الگوی معاهدات تصویب شده توسط دولت که همه شامل همان تعهدات هستند، قطعنامه‌ها و اعلامیه‌های سازمان ملل متحد و سایر منابع.
در پرونده Paquete Habana (تصمیم‌گیری شده توسط دیوان عالی ایالات متحده در سال ۱۹۰۰ در مورد اینکه آیا قایق‌های ماهیگیری کوچک ساحلی در زمان جنگ تحت حقوق بین‌الملل عرفی از تصرف مصون هستند یا خیر)، شواهد opinio juris شامل فرمان‌های سلطنتی قرون وسطایی انگلیسی، توافق‌نامه‌های بین کشورهای اروپایی، دستورها صادر شده به نیروی دریایی ایالات متحده در درگیری‌های قبلی و نظرات نویسندگان رساله‌های حقوقی بود. در نهایت، زمینه، شرایط و نحوه اجرای عمل دولتی نیز می‌تواند برای استنباط وجود opinio juris استفاده شود.
همان‌طور که دیوان بین‌المللی دادگستری در پرونده‌های North Sea Continental Shelf در سال ۱۹۶۹ بیان کرد، "نه تنها اعمال مربوط باید به یک عمل ثابت تبدیل شوند، بلکه باید به گونه‌ای انجام شوند که شواهدی از اعتقاد به اینکه این عمل به دلیل وجود یک قاعده حقوقی الزام‌آور است، ارائه دهند"۵. با این حال، انگیزه‌های یک دولت می‌تواند در طول زمان تغییر کند و لازم نیست که opinio juris یک انگیزه مهم برای هر مورد از عمل باشد. همان‌طور که قاضی Lachs در یک نظر مخالف در پرونده‌های North Sea Continental Shelf نوشت، «در مراحل متوالی توسعه قاعده [عرفی] انگیزه‌هایی که دولت‌ها را به پذیرش آن واداشته‌اند از موردی به مورد دیگر متفاوت بوده است. نمی‌توانست غیر از این باشد. در هر صورت، فرض اینکه همه دولت‌ها، حتی آن‌هایی که یک عمل خاص را آغاز می‌کنند، خود را تحت تعهد قانونی می‌دانند، به معنای توسل به یک افسانه است و در واقع امکان توسعه چنین قواعدی را انکار می‌کند». en:Opinio juris sive necessitatis